# Stilbina mirabilis
Stilbina mirabilis là một loài bướm đêm trong họ Noctuidae.